# 15843 Comcom
15843 Comcom este o planetă minoră (asteroid), cu un diametru de 5,718 km, din centura de asteroizi. A fost descoperită pe 20 septembrie 1995 la Kitami de Kin Endate. 
Obiectul prezintă o orbită caracterizată de o semiaxă mare de 2,9138604 UAi, o excentricitate de 0,18, o înclinație de 11,94771 ° în raport cu ecliptica.